# Taraconica transversa
Taraconica transversa là một loài bướm đêm trong họ Noctuidae.